# Campeonato Paranaense de Futsal de 2013
O Campeonato Paranaense de Futsal de 2013, cujo nome usual é Chave Ouro 2013, foi a 19ª edição da principal competição da modalidade no estado, sua organização foi de competência da Federação Paranaense de Futsal.
Ao término da primeira etapa do campeonato foram marcados 532 gols em 105 jogos, sendo a média de 5,07 por partida. O Cascavel superou o Oppnus/Maringá, por ter vencido o confronto direto entre as duas equipes, pelo placar 5 a 3, e conquistou o título da Taça Paraná 2013 (Troféu Jorge Kudri). À surpresa ficou por conta do Guarapuava, já que o campeão de 2010, não conseguiu classificação à segunda fase, sendo obrigado a disputar o triangular contra o rebaixamento, onde conseguiu se livrar do descenso, onde quem acabou caindo para Chave Prata foi o Ivaí.
Encerrada a Segunda Fase, restaram apenas 8 equipes no campeonato: Cascavel (1º colocado do grupo A) , Umuarama (1º do B), Copagril (2º do A), Oppnus/Maringá (2º do B), Keima (3º do A), Marreco (3º do B), Quedas (4º do A) e Campo Mourão (4º do B).
Na grande final do torneio se confrontarão Cascavel e Copagril, em uma reedição da final de 2012, no primeiro jogo, aconteceu um empate pelo placar de 1 a 1, no Ginásio Ney Braga em Marechal Cândido Rondon, gols de Adeirton, para à Serpente, e de Diego para o Galo. Já na segunda partida, a Copagril, frustrou a torcida cascavelense, que lotou o Sérgio Mauro Festugatto, e goleou o time da casa por 5 a 2, se sagrando bicampeã estadual.

## Regulamento[2]
O Campeonato Paranaense Futsal Chave Ouro 2013, será disputado em cinco fases com o início previsto para o dia 15 de março e término em 9 de novembro.
Taça Paraná de Futsal (Primeira Fase)
Na Primeira fase, as 15 equipes jogam entre si em Turno único. Se qualificam para a Segunda Fase os 12 mais bem colocados, sendo que o clube que terminar com a 1ª posição garante o título da Taça Paraná de Futsal (Troféu Jorge Kudri);
Segunda Fase
As doze equipes classificadas, serão distribuídas em dois grupos, de seis componentes, disputando jogos em Turno e Returno, com partidas de ida e volta. Os quatro mais bem posicionados, garantem presença na Terceira Fase (Quartas de Final).
Terceira Fase (Quartas-de-Final)
Os oito classificados, vão ser divididos em quatro chaves de duas equipes, jogando em Play-Off eliminatório de duas partidas, e em caso de empate ou vitórias alternadas três, persistindo a igualdade na terceira partida, a equipe de melhor campanha tem a vantagem do empate, para ficar com a vaga. As melhores posicionadas da Primeira Fase, jogarão a segunda partida em casa, assim como a terceira se esta for necessária. Classificam-se para a Quarta Fase (Semi-Final) as quatro equipes vencedoras de cada chave. 
Quarta Fase (Semi-Final)
Os quatro classificados, serão divididos em duas chaves, jogando em Play-Off eliminatório de duas partidas, e em caso de empate ou vitórias alternadas três, persistindo a igualdade na terceira partida, a equipe de melhor campanha tem a vantagem do empate, para ficar com a vaga. As melhores posicionadas da Primeira Fase, jogarão a segunda partida em casa, assim como a terceira se esta for necessária. Classificam-se para a Quinta Fase (Final) as equipes vencedoras de cada chave. 
Quinta Fase (Final)
Os dois times vencedores, disputam a grande final do torneio a fim de definir o campeão da edição. A decisão ocorrerá em duas partidas, e em caso de empate ou vitórias alternadas três, persistindo a igualdade na terceira partida, a equipe de melhor campanha tem a vantagem do empate, para ficar com o título. O melhor posicionado da Primeira Fase, jogará a segunda partida em casa, assim como a terceira se esta for necessária.
Rebaixamento
As três últimas colocadas realizam um triangular, em dois turnos, com jogos de ida e volta, sendo que a pior colocada estará  automaticamente rebaixada para a Chave Prata 2014.
Critérios de Desempate
1. Equipe que obtiver o maior número de pontos;
2. Confronto direto;
3. Goal Average (maior quociente da divisão do número de gols marcados pelo número de gols sofridos);
4. Menor média de gols sofridos na Fase (número de gols sofridos divididos pelo número de jogos);
5. Maior média de gols marcados na Fase (número de gols feitos dividido pelo número de jogos);
6. Maior saldo;
7. Sorteio.

## Participantes em2013[3]
| Clube          | Cidade                  | Em 2012          | Ginásio                | Títulos (mais recente) |
| -------------- | ----------------------- | ---------------- | ---------------------- | ---------------------- |
| Campo Mourão   | Campo Mourão            | 12º (Chave Ouro) | Valternei de Oliveira  | 0 (não possui)         |
| Cascavelense1  | Cascavel                | 11º (Chave Ouro) | Francisco Pian         | 0 (não possui)         |
| Cascavel       | Cascavel                | 1º (Chave Ouro)  | Neva                   | 5 (último em 2012)     |
| Copagril       | Marechal Cândido Rondon | 2º (Chave Ouro)  | Ney Braga              | 1 (último em 2009)     |
| Foz Cataratas2 | Foz do Iguaçu           | 5º (Chave Ouro)  | Costa Cavalcanti       | 0 (não possui)         |
| Foz Futsal     | Foz do Iguaçu           | 2º (Chave Prata) | Costa Cavalcanti       | 3 (último em 2001)     |
| Guarapuava     | Guarapuava              | 6º (Chave Ouro)  | Joaquim Prestes        | 1 (último em 2010)     |
| Ivaí           | Ivaí                    | 1º (Chave Prata) | Sorozão                | 0 (não possui)         |
| Keima          | Ponta Grossa            | 7º (Chave Ouro)  | Oscar Pereira          | 0 (não possui)         |
| Marreco        | Francisco Beltrão       | 10º (Chave Ouro) | Arrudão                | 0 (não possui)         |
| Oppnus/Maringá | Maringá                 | 3º (Chave Ouro)  | Ginásio Chico Neto     | 0 (não possui)         |
| Pato Futsal    | Pato Branco             | 9º (Chave Ouro)  | Dolivar Lavarda        | 1 (último em 2006)     |
| Quedas         | Quedas do Iguaçu        | 8º (Chave Ouro)  | Tarumã                 | 0 (não possui)         |
| São Lucas      | Paranavaí               | 11º (Chave Ouro) | Lacerdinha             | 0 (não possui)         |
| Umuarama       | Umuarama                | 4º (Chave Ouro)  | Amário Vieira da Costa | 2 (último em 2008)     |

- 1 Antigo Corbélia.
- 2 Antiga UNIPA.
- O Toledo desistiu de jogar o Estadual, sendo automaticamente rebaixado a Chave Prata.

## Taça Paraná de Futsal
| Pos | Times          | Pts | J  | V | E | D | GP | GC | SG  | GA   | %     | Classificação                     |
| --- | -------------- | --- | -- | - | - | - | -- | -- | --- | ---- | ----- | --------------------------------- |
| 1   | Cascavel       | 28  | 14 | 9 | 1 | 4 | 44 | 29 | 15  | 1,52 | 66,7% | Campeão da Taça Paraná de Futsal  |
| 2   | Oppnus/Maringá | 28  | 14 | 9 | 1 | 4 | 43 | 22 | 28  | 1,95 | 66,7% | Classificados para a Segunda Fase |
| 3   | Umuarama       | 27  | 14 | 8 | 3 | 3 | 39 | 30 | 9   | 1,30 | 64,9% | Classificados para a Segunda Fase |
| 4   | Keima          | 26  | 14 | 8 | 2 | 4 | 37 | 24 | 13  | 1,54 | 61,9% | Classificados para a Segunda Fase |
| 5   | Pato Futsal    | 23  | 14 | 7 | 2 | 5 | 35 | 32 | 3   | 1,09 | 54,6% | Classificados para a Segunda Fase |
| 6   | Copagril       | 22  | 14 | 7 | 1 | 6 | 37 | 32 | 5   | 1,09 | 52,8% | Classificados para a Segunda Fase |
| 7   | Campo Mourão   | 20  | 14 | 5 | 5 | 4 | 34 | 35 | -1  | 0,97 | 47,2% | Classificados para a Segunda Fase |
| 8   | Foz Futsal     | 19  | 14 | 5 | 4 | 5 | 31 | 32 | -1  | 0,97 | 45,4% | Classificados para a Segunda Fase |
| 9   | Cascavelense   | 18  | 14 | 5 | 3 | 6 | 36 | 46 | -10 | 0,78 | 42,6% | Classificados para a Segunda Fase |
| 10  | Foz Cataratas  | 16  | 14 | 5 | 1 | 8 | 40 | 53 | -13 | 0,75 | 38,1% | Classificados para a Segunda Fase |
| 11  | Marreco        | 16  | 14 | 5 | 1 | 8 | 37 | 45 | -8  | 0,82 | 38,1% | Classificados para a Segunda Fase |
| 12  | Quedas         | 15  | 14 | 4 | 3 | 6 | 30 | 37 | -7  | 0,81 | 35,1% | Classificados para a Segunda Fase |
| 13  | Guarapuava     | 14  | 14 | 3 | 5 | 6 | 29 | 33 | -4  | 0,88 | 33,3% | Triangular de Rebaixamento        |
| 14  | São Lucas      | 14  | 14 | 4 | 2 | 8 | 35 | 43 | -8  | 0,81 | 33,3% | Triangular de Rebaixamento        |
| 15  | Ivaí           | 11  | 14 | 3 | 2 | 9 | 27 | 39 | -20 | 0,69 | 26,9% | Triangular de Rebaixamento        |

### Confrontos
Para ler a tabela, a linha horizontal representa os jogos da equipe como mandante. A coluna vertical indica os jogos da equipe como visitante.
|                | CAM | CSE | CAS | COP | FCA | FFS | GUA | IVA | KEI | MAR | OPN | PAT | QUE | SLU | UMU |
| -------------- | --- | --- | --- | --- | --- | --- | --- | --- | --- | --- | --- | --- | --- | --- | --- |
| Campo Mourão   | —   | -   | 1–3 | -   | -   | -   | 2–2 | -   | 2–2 | -   | 0–4 | 4-2 | 2–1 | -   | 0–2 |
| Cascavelense   | 5–5 | —   | -   | 2–1 | -   | 2–4 | -   | 5–2 | 4–1 | 4–2 | -   | -   | -   | 5–1 | -   |
| Cascavel       | -   | 5-2 | —   | -   | 2–2 | 5-1 | 4-0 | -   | -   | -   | 5-3 | 4-1 | -   | -   | 4-1 |
| Copagril       | 2–2 | -   | 0–2 | —   | -   | -   | 2-1 | 4-2 | 1-0 | -   | -   | -   | 4-3 | 3-2 | -   |
| Foz Cataratas  | 2–4 | 7-3 | -   | 1–6 | —   | -   | -   | 2–6 | -   | 4–5 | -   | -   | -   | 1–4 | -   |
| Foz Futsal     | 1–3 | -   | -   | 5-2 | 3-2 | —   | -   | 2-1 | 0–1 | 2–2 | -   | -   | 1–1 | 4-1 | 1–1 |
| Guarapuava     | -   | 1–1 | -   | -   | 4-2 | 3–4 | —   | -   | -   | 6-2 | 1–4 | 1–1 | -   | -   | 0–0 |
| Ivaí           | 2-1 | -   | 2–5 | -   | -   | -   | 3-2 | —   | 1–1 | -   | -   | -   | 2–3 | 2–3 | 3–3 |
| Keima          | -   | -   | 5-0 | -   | 6-1 | -   | 2-1 | -   | —   | -   | 1-0 | 5-1 | 5-3 | -   | 7-3 |
| Marreco        | 3–4 | -   | 3-2 | 2–6 | -   | -   | -   | 2-0 | 3-1 | —   | -   | -   | 4-3 | 6-0 | -   |
| Oppnus/Maringá | -   | 6-2 | -   | 3-0 | 2–5 | 2–2 | -   | 4-2 | -   | 4-1 | —   | -   | -   | 3-0 | -   |
| Pato Futsal    | -   | 3-0 | -   | 4-2 | 3–4 | 5-2 | -   | 2-0 | -   | 3-2 | 2-1 | —   | -   | -   | -   |
| Quedas         | -   | 2–2 | 2-1 | -   | 4-3 | -   | 3–4 | -   | -   | -   | 1–3 | 1–1 | —   | -   | 0–4 |
| São Lucas      | 4–4 | -   | 6-2 | -   | -   | -   | 3–3 |     | 4-0 | -   | -   | 3–4 | 2–3 | —   | 2–3 |
| Umuarama       | -   | 6-0 | -   | 3-2 | 3-2 | -   | -   | -   | -   | 5-2 | 1–4 | 4-3 | -   | -   | —   |

| Vitória do mandante; Vitória do visitante; Empate. |

### Desempenho por rodada
Clubes que lideraram o campeonato ao final de cada rodada
| Rodadas | Rodadas | Rodadas | Rodadas | Rodadas | Rodadas | Rodadas | Rodadas | Rodadas | Rodadas | Rodadas | Rodadas | Rodadas | Rodadas |
| ------- | ------- | ------- | ------- | ------- | ------- | ------- | ------- | ------- | ------- | ------- | ------- | ------- | ------- |
| 1       | 2       | 3       | 4       | 5       | 6       | 7       | 8       | 9       | 10      | 11      | 12      | 13      | 14      |
| COP     | CAS     | CAS     | UMU     | OPN     | OPN     | UMU     | OPN     | OPN     | OPN     | UMU     | OPN     | OPN     | CAS     |

Clubes que ficaram na última posição do campeonato ao final de cada rodada
| Rodadas | Rodadas | Rodadas | Rodadas | Rodadas | Rodadas | Rodadas | Rodadas | Rodadas | Rodadas | Rodadas | Rodadas | Rodadas | Rodadas |
| ------- | ------- | ------- | ------- | ------- | ------- | ------- | ------- | ------- | ------- | ------- | ------- | ------- | ------- |
| 1       | 2       | 3       | 4       | 5       | 6       | 7       | 8       | 9       | 10      | 11      | 12      | 13      | 14      |
| GUA     | MAR     | SLU     | SLU     | SLU     | SLU     | SLU     | SLU     | SLU     | SLU     | SLU     | SLU     | SLU     | IVA     |

### Premiação
| Taça Paraná de Futsal de 2013             |
| ----------------------------------------- |
| Cascavel Futsal Clube Campeão (1º título) |

## Triangular de Rebaixamento
| Pos | Times      | Pts | J | V | E | D | GP | GC | SG | GA   | %     | Classificação |
| --- | ---------- | --- | - | - | - | - | -- | -- | -- | ---- | ----- | ------------- |
| 1   | Guarapuava | 7   | 4 | 2 | 1 | 1 | 14 | 10 | 4  | 1,40 | 58,3% |               |
| 2   | São Lucas  | 5   | 4 | 1 | 2 | 1 | 14 | 17 | -3 | 0,82 | 41,7% |               |
| 3   | Ivaí       | 4   | 4 | 1 | 1 | 2 | 11 | 12 | -1 | 0,92 | 33,3% | Rebaixado     |

### Confrontos
Para ler a tabela, a linha horizontal representa os jogos da equipe como mandante. A coluna vertical indica os jogos da equipe como visitante.
|            | GUA | IVA | SLU |
| ---------- | --- | --- | --- |
| Guarapuava | –   | 2–3 | 7–3 |
| Ivaí       | 1–2 | –   | 2–2 |
| São Lucas  | 3–3 | 6–5 | –   |

| Vitória do mandante; Vitória do visitante; Empate. |

### Desempenho por rodada
Clubes que ficaram na primeira colocação ao final de cada rodada
| Rodadas | Rodadas | Rodadas | Rodadas |
| ------- | ------- | ------- | ------- |
| 1       | 2       | 3       | 4       |
| IVA     | IVA     | GUA     | GUA     |

Clubes que ficaram na última colocação ao final de cada rodada
| Rodadas | Rodadas | Rodadas | Rodadas |
| ------- | ------- | ------- | ------- |
| 1       | 2       | 3       | 4       |
| GUA     | GUA     | SLU     | IVA     |

## Segunda Fase

### Grupo A
| Pos | Times         | Pts | J  | V | E | D | GP | GC | SG  | GA   | %     | Classificação               |
| --- | ------------- | --- | -- | - | - | - | -- | -- | --- | ---- | ----- | --------------------------- |
| 1   | Cascavel      | 26  | 10 | 8 | 2 | 0 | 38 | 24 | 14  | 1,58 | 86,7% | Classificados aos Play-Offs |
| 2   | Copagril      | 22  | 10 | 7 | 1 | 2 | 28 | 15 | 13  | 1,87 | 73,3% | Classificados aos Play-Offs |
| 3   | Keima         | 14  | 10 | 4 | 2 | 4 | 22 | 18 | 4   | 1,22 | 46,7% | Classificados aos Play-Offs |
| 4   | Quedas        | 11  | 10 | 3 | 2 | 5 | 21 | 28 | -7  | 0,75 | 36,7% | Classificados aos Play-Offs |
| 5   | Foz Futsal    | 8   | 10 | 2 | 2 | 6 | 26 | 35 | -9  | 0,74 | 26,7% | Eliminados                  |
| 6   | Foz Cataratas | 4   | 10 | 1 | 1 | 8 | 23 | 38 | -15 | 0,61 | 13,3% | Eliminados                  |

#### Confrontos
Para ler a tabela, a linha horizontal representa os jogos da equipe como mandante. A coluna vertical indica os jogos da equipe como visitante.
|               | CAS | COP | FCA | FFS | KEI | QUE |
| ------------- | --- | --- | --- | --- | --- | --- |
| Cascavel      | —   | 4-1 | 5-2 | 3-2 | 5-2 | 3–3 |
| Copagril      | 2–3 | —   | 6-3 | 7-3 | 3-1 | 1-0 |
| Foz Cataratas | 2–3 | 1–4 | —   | 4–4 | 0–2 | 6-1 |
| Foz Futsal    | 2–3 | 0–3 | 4-3 | —   | 1-0 | 3–4 |
| Keima         | 3–3 | 0–1 | 5-1 | 4–4 | —   | 3-0 |
| Quedas        | 5–6 | 0–0 | 4-1 | 4-3 | 0–2 | —   |

| Vitória do mandante; Vitória do visitante; Empate. |

#### Desempenho por rodada
Clubes que ficaram na primeira colocação ao final de cada rodada
| Rodadas | Rodadas | Rodadas | Rodadas | Rodadas | Rodadas | Rodadas | Rodadas | Rodadas | Rodadas |
| ------- | ------- | ------- | ------- | ------- | ------- | ------- | ------- | ------- | ------- |
| 1       | 2       | 3       | 4       | 5       | 6       | 7       | 8       | 9       | 10      |
| COP     | COP     | CAS     | CAS     | CAS     | CAS     | CAS     | CAS     | CAS     | CAS     |

Clubes que ficaram na última colocação ao final de cada rodada
| Rodadas | Rodadas | Rodadas | Rodadas | Rodadas | Rodadas | Rodadas | Rodadas | Rodadas | Rodadas |
| ------- | ------- | ------- | ------- | ------- | ------- | ------- | ------- | ------- | ------- |
| 1       | 2       | 3       | 4       | 5       | 6       | 7       | 8       | 9       | 10      |
| FFS     | FCA     | FCA     | FCA     | FCA     | FCA     | FCA     | FCA     | FCA     | FCA     |

### Grupo B
| Pos | Times          | Pts | J  | V | E | D | GP | GC | SG  | GA   | %     | Classificação               |
| --- | -------------- | --- | -- | - | - | - | -- | -- | --- | ---- | ----- | --------------------------- |
| 1   | Umuarama       | 21  | 10 | 6 | 3 | 1 | 28 | 18 | 10  | 1,56 | 70%   | Classificados aos Play-Offs |
| 2   | Oppnus/Maringá | 19  | 10 | 6 | 1 | 3 | 43 | 23 | 20  | 1,87 | 63,3% | Classificados aos Play-Offs |
| 3   | Marreco        | 17  | 10 | 5 | 2 | 3 | 25 | 21 | 4   | 1,19 | 56,7% | Classificados aos Play-Offs |
| 4   | Campo Mourão   | 14  | 10 | 4 | 2 | 4 | 27 | 25 | 2   | 1,08 | 46,7% | Classificados aos Play-Offs |
| 5   | Pato Futsal    | 11  | 10 | 3 | 2 | 5 | 24 | 29 | -5  | 0,83 | 36,7% | Eliminados                  |
| 6   | Cascavelense   | 2   | 10 | 0 | 2 | 8 | 14 | 45 | -31 | 0,31 | 6,7%  | Eliminados                  |

#### Confrontos
Para ler a tabela, a linha horizontal representa os jogos da equipe como mandante. A coluna vertical indica os jogos da equipe como visitante.
|                | CAM | CSE | MAR | OPN | PAT | UMU |
| -------------- | --- | --- | --- | --- | --- | --- |
| Campo Mourão   | —   | 8-0 | 2-1 | 4-2 | 3-1 | 1–2 |
| Cascavelense   | 2–2 | —   | 1–4 | 2–7 | 0–5 | 2–2 |
| Marreco        | 2–2 | 5-3 | —   | 3-1 | 3-2 | 3–3 |
| Oppnus/Maringá | 9-2 | 5-1 | 4-1 | —   | 8-3 | 4-0 |
| Pato Futsal    | 3-1 | 4-1 | 1–3 | 2-2 | —   | 1–6 |
| Umuarama       | 3-2 | 2-1 | 2-0 | 5-1 | 2–2 | —   |

| Vitória do mandante; Vitória do visitante; Empate. |

#### Desempenho por rodada
Clubes que ficaram na primeira colocação ao final de cada rodada
| Rodadas | Rodadas | Rodadas | Rodadas | Rodadas | Rodadas | Rodadas | Rodadas | Rodadas | Rodadas |
| ------- | ------- | ------- | ------- | ------- | ------- | ------- | ------- | ------- | ------- |
| 1       | 2       | 3       | 4       | 5       | 6       | 7       | 8       | 9       | 10      |
| CAM     | UMU     | UMU     | UMU     | UMU     | UMU     | UMU     | UMU     | UMU     | UMU     |

Clubes que ficaram na última colocação ao final de cada rodada
| Rodadas | Rodadas | Rodadas | Rodadas | Rodadas | Rodadas | Rodadas | Rodadas | Rodadas | Rodadas |
| ------- | ------- | ------- | ------- | ------- | ------- | ------- | ------- | ------- | ------- |
| 1       | 2       | 3       | 4       | 5       | 6       | 7       | 8       | 9       | 10      |
| PAT     | PAT     | CSE     | CSE     | CSE     | CSE     | CSE     | CSE     | CSE     | CSE     |

## Play-Offs
|  | Quartas de final                  | Quartas de final   | Quartas de final | Quartas de final |                    |   | Semifinais | Semifinais                    | Semifinais | Semifinais |  |  | Final | Final | Final | Final |
|  |                                   |                    |                  |                  |                    |   |            |                               |            |            |  |  |       |       |       |       |
|  | 21, 28 de setembro e 8 de outubro |                    |                  |                  |                    |   |            |                               |            |            |  |  |       |       |       |       |
|  |                                   |                    |                  |                  |                    |   |            |                               |            |            |  |  |       |       |       |       |
|  | Cascavel                          | 1                  | 3                | 4                |                    |   |            |                               |            |            |  |  |       |       |       |       |
|  | Cascavel                          | 1                  | 3                | 4                | 12 e 18 de outubro |   |            |                               |            |            |  |  |       |       |       |       |
|  | Campo Mourão                      | 2                  | 1                | 2                |                    |   |            |                               |            |            |  |  |       |       |       |       |
|  | Campo Mourão                      | 2                  | 1                | 2                | Cascavel           | 2 | 3          |                               |            |            |  |  |       |       |       |       |
|  | 21, 28 de setembro e 3 de outubro |                    |                  |                  | Cascavel           | 2 | 3          |                               |            |            |  |  |       |       |       |       |
|  |                                   | Keima              | 2                | 1                |                    |   |            |                               |            |            |  |  |       |       |       |       |
|  | Oppnus/Maringá                    | Keima              | 2                | 1                | 2                  | 6 | 0          |                               |            |            |  |  |       |       |       |       |
|  | Oppnus/Maringá                    |                    |                  |                  | 2                  | 6 | 0          | 31 de outubro e 8 de novembro |            |            |  |  |       |       |       |       |
|  | Keima                             | 3                  | 2                | 3                |                    |   |            |                               |            |            |  |  |       |       |       |       |
|  | Keima                             | 3                  | 2                | 3                | Cascavel           | 1 | 2          |                               |            |            |  |  |       |       |       |       |
|  | 21 e 28 de setembro               |                    |                  |                  | Cascavel           | 1 | 2          |                               |            |            |  |  |       |       |       |       |
|  |                                   | Copagril           | 1                | 5                |                    |   |            |                               |            |            |  |  |       |       |       |       |
|  | Umuarama                          | Copagril           | 1                | 5                | 4                  | 1 |            |                               |            |            |  |  |       |       |       |       |
|  | Umuarama                          | 11 e 19 de outubro |                  |                  | 4                  | 1 |            |                               |            |            |  |  |       |       |       |       |
|  | Quedas                            | 2                  | 1                |                  |                    |   |            |                               |            |            |  |  |       |       |       |       |
|  | Quedas                            | 2                  | 1                | Umuarama         | 2                  | 2 |            |                               |            |            |  |  |       |       |       |       |
|  | 21 e 30 de setembro               |                    |                  | Umuarama         | 2                  | 2 |            |                               |            |            |  |  |       |       |       |       |
|  |                                   | Copagril           | 2                | 6                |                    |   |            |                               |            |            |  |  |       |       |       |       |
|  | Copagril                          | Copagril           | 2                | 6                | 2                  | 3 |            |                               |            |            |  |  |       |       |       |       |
|  | Copagril                          |                    |                  |                  | 2                  | 3 |            |                               |            |            |  |  |       |       |       |       |
|  | Marreco                           | 2                  | 2                |                  |                    |   |            |                               |            |            |  |  |       |       |       |       |
|  | Marreco                           | 2                  | 2                |                  |                    |   |            |                               |            |            |  |  |       |       |       |       |

## Final
Primeiro Jogo
| 31 de outubro | Copagril     | 1 - 1     | Cascavel        | Ney Braga, Marechal Cândido Rondon |
| 20:35 (UTC−3) | Diego 26:10' | Relatório | Adeirton 17:13' | Árbitro: Carlos Frederico Vargas Scalassara Árbitro2: Cláudio Teixeira Lombardi Cronometrista: Delcir Antonio Maccari Anotador: Zilbo Tomaroli Filho |

| Copagril | Cascavel |

Segundo Jogo
| 8 de novembro | Cascavel                        | 2 - 5     | Copagril                                                            | Sérgio Mauro Festugatto, Cascavel                                                                                        |
| 20:15 (UTC−3) | Adeirton 02:09' · Cadini 14:59' | Relatório | Marcel 15:39' · Alvim 22:11' · Rangel 21:16' 25:26' · Márcio 36:53' | Árbitro: Flavio Marques Árbitro2: Elvio Kertelt Legnani Cronometrista: Robson Zambrana de Macedo Anotador: Eleandro Feil |

| Cascavel | Copagril |

## Artilharia
| Gols | Jogador     | Time           |
| ---- | ----------- | -------------- |
| 17   | Bruno       | Oppnus/Maringá |
| 16   | Sineu       | Cascavelense   |
| 14   | Augusto     | Umuarama       |
| 14   | Frede       | Cascavel       |
| 12   | Rafinha     | Cascavel       |
| 12   | Guilherme   | Cascavel       |
| 11   | Regis       | Oppnus/Maringá |
| 11   | Caça        | Cascavel       |
| 11   | Mauricinho  | Oppnus/Maringá |
| 11   | Murilo Saad | Copagril       |
| 10   | Adeirton    | Cascavel       |
| 10   | Grafitti    | Quedas         |
| 10   | Banha       | Marreco        |
| 10   | Alan        | São Lucas      |
| 10   | Giovanni    | Pato Futsal    |

## Premiação
| Campeonato Paranaense de Futsal de 2013 |
| --------------------------------------- |
| Copagril Futsal (2º título)             |

## Classificação Geral
| Pos | Times          | Pts | J  | V  | E | D  | GP | GC | SG  | GA   | %     | Classificação                   |
| --- | -------------- | --- | -- | -- | - | -- | -- | -- | --- | ---- | ----- | ------------------------------- |
| 1   | Copagril       | 56  | 30 | 17 | 5 | 8  | 84 | 58 | 26  | 1,44 | 62,2% | Finalistas                      |
| 2   | Cascavel       | 65  | 31 | 20 | 5 | 6  | 98 | 67 | 31  | 1,46 | 69,7% | Finalistas                      |
| 3   | Umuarama       | 53  | 28 | 15 | 8 | 4  | 76 | 59 | 17  | 1,28 | 63,1% | Eliminados nas semifinais       |
| 4   | Keima          | 47  | 29 | 14 | 5 | 10 | 70 | 55 | 15  | 1,27 | 54,3% | Eliminados nas semifinais       |
| 5   | Oppnus/Maringá | 50  | 27 | 16 | 2 | 10 | 94 | 53 | 41  | 1,77 | 61,4% | Eliminados nas Quartas-de-final |
| 6   | Campo Mourão   | 37  | 27 | 10 | 7 | 10 | 93 | 68 | -1  | 1,36 | 45,1% | Eliminados nas Quartas-de-final |
| 7   | Marreco        | 34  | 26 | 10 | 3 | 12 | 66 | 71 | -5  | 0,92 | 43,9% | Eliminados nas Quartas-de-final |
| 8   | Quedas         | 27  | 26 | 7  | 6 | 12 | 54 | 63 | -9  | 0,85 | 34,2% | Eliminados nas Quartas-de-final |
| 9   | Pato Futsal    | 34  | 24 | 10 | 4 | 10 | 59 | 61 | -2  | 0,96 | 47,2% | Eliminados na Segunda Fase      |
| 10  | Foz Futsal     | 27  | 24 | 7  | 6 | 11 | 57 | 67 | -10 | 0,85 | 45,4% | Eliminados na Segunda Fase      |
| 11  | Cascavelense   | 20  | 24 | 5  | 5 | 14 | 50 | 91 | -41 | 0,54 | 27,8% | Eliminados na Segunda Fase      |
| 12  | Foz Cataratas  | 20  | 24 | 6  | 2 | 16 | 63 | 91 | -28 | 0,69 | 27,8% | Eliminados na Segunda Fase      |
| 13  | Guarapuava     | 21  | 18 | 5  | 6 | 7  | 43 | 43 | 0   | 1,00 | 38,9% | Triangular de Rebaixamento      |
| 14  | São Lucas      | 19  | 18 | 5  | 4 | 9  | 49 | 60 | -11 | 0,81 | 35,9% | Triangular de Rebaixamento      |
| 15  | Ivaí           | 15  | 18 | 4  | 3 | 11 | 38 | 51 | -13 | 0,74 | 27,8% | Triangular de Rebaixamento      |